# Alex Harris
Alexander Cory "Alex" Harris (n. Mission Viejo, Condado de Orange, California, 30 de enero de 1986) es un jugador de baloncesto profesional estadounidense que se desempeña habitualmente como escolta. En la actualidad juega en Regatas Corrientes de la Liga Nacional de Básquet de Argentina.

## Carrera universitaria
Harris jugó baloncesto de instituto para St. Joseph Notre Dame High School, de Alameda, California, consiguiendo un campeonato de la "California División 4" en su año sénior. Se une a los UC Santa Barbara Gauchos de la Universidad de California en Santa Bárbara jugando en la Big West Conference de la Division I de la NCAA en el año 2004. En su año como Júnior, en la temporada 2006-07, Harris tuvo un crecimiento estadístico en su producción, elevó su media de puntos de 8,3 puntos por juego a 21,1 por juego. En su año como Sénior, se esperaba un gran desempeño de Alex por lo que lo incluyeron en el "All-Big West Team". Siguió promediando números altos, mantuvo un 20,2 en puntos por juego. Los Gauchos terminaron en lo más alto del Big West Tournament del 2008 y Alex fue nombrado como Big West co-Player of the Year junto con Scott Cutley. El equipo fue convocado al National Invitation Tournament 2008 y al cierre de la temporada Harris fue reconocido nacionalmente al obtener una mención honorable en el All-American en baloncesto de la NCAA 2008 elegidos por la Associated Press.

### Universidades
| Club                     | País           | Clase     | Año       |
| ------------------------ | -------------- | --------- | --------- |
| UC Santa Barbara Gauchos | Estados Unidos | Freshman  | 2004-2005 |
| UC Santa Barbara Gauchos | Estados Unidos | Sophomore | 2005-2006 |
| UC Santa Barbara Gauchos | Estados Unidos | Júnior    | 2006-2007 |
| UC Santa Barbara Gauchos | Estados Unidos | Sénior    | 2007-2008 |

## Carrera profesional
Al finalizar su carrera universitaria Harris no fue seleccionado en el Draft de la NBA de 2008. Firmó con PGE Turów Zgorzelec de la Polska Liga Koszykówki, liga de baloncesto polaca, promediando 7,3 puntos por juego en su primera temporada profesional. De cara a la temporada 2009-10 deja al Turów Zgorzelec para firmar con Czarni Słupsk, también de la liga polaca. Al finalizar la temporada Harris continua jugando en Europa, firma con el EnBW Ludwigsburg por las temporadas 2010-11 y 2011-12, y más tarde con Eisbären Bremerhaven para la temporada 2012-13, ambos equipos de Alemania disputaron la Bundesliga. En la temporada 2011–12 promedió 12,4 puntos por juego y en la temporada 2012-13 promedió 7,7. Fue seleccionado para el Juego de las Estrellas del 2011 de la Bundesliga. Para la temporada 2013-14 firma con Tigers Tübingen. El 21 de diciembre del 2014 firma con Aries Trikala de Grecia para lo que restaba de la A1 Ethniki 2014-15. El 22 de julio de 2015, Harris firmó con Enel Brindisi de la Lega Basket Serie A de Italia.

### Clubes
Actualizado al 10 de mayo de 2018

| Club                 | País      | Año           |
| -------------------- | --------- | ------------- |
| PGE Turów Zgorzelec  | Polonia   | 2008-2009     |
| Czarni Słupsk        | Polonia   | 2009-2010     |
| EnBW Ludwigsburg     | Alemania  | 2010-2012     |
| Eisbären Bremerhaven | Alemania  | 2012-2013     |
| Tigers Tübingen      | Alemania  | 2013-2014     |
| Aries Trikala        | Grecia    | 2014-2015     |
| Enel Brindisi        | Italia    | 2015-2016     |
| AEK Larnaca B.C.     | Chipre    | 2016          |
| Doxa Lefkadas B.C.   | Grecia    | 2017          |
| Regatas              | Argentina | 2017-presente |